# Senā Jān
Senā Jān (persiska: سَناگان, سينِه گوم, سنا جان) är en ort i Iran.   Den ligger i provinsen Chahar Mahal och Bakhtiari, i den centrala delen av landet, 400 km söder om huvudstaden Teheran. Senā Jān ligger 2 241 meter över havet och antalet invånare är 178.
Terrängen runt Senā Jān är varierad. Runt Senā Jān är det ganska tätbefolkat, med 62 invånare per kvadratkilometer. Närmaste större samhälle är Gandomān, 6,5 km öster om Senā Jān. Trakten runt Senā Jān består till största delen av jordbruksmark.